# Linia kolejowa nr 166
Linia kolejowa nr 166 – zlikwidowana linia kolejowa łącząca stacje Ruda Wschodnia i Gliwice Sośnica (GSA). Zaczynała się w Rudzie Wschodniej, gdzie do przystanku w Gliwicach musiała pokonać pięć przystanków: Ruda Wschodnia (RWsC), Ruda Śląska Południe, Zabrze Wschód, Zabrze Wschodnie Kopalnia (ZWK) i Zabrze Południowe. Łączna długość wynosiła 10,820 km. Została zlikwidowana w 1999 roku.
Rozporządzenie Rady Ministrów z dnia 29 kwietnia 2019 r. zmieniające rozporządzenie w sprawie wykazu linii kolejowych o znaczeniu państwowym wymienia jako nową linię kolejową o numerze 166 planowany odcinek Dębica-Jasło.